# Duguetia cauliflora
Duguetia cauliflora é uma espécie de magnólia. Foi descrito pela primeira vez por Robert Elias Fries .  Duguetia cauliflora pertence ao gênero Duguetia, e à família Annonaceae.

## Morfologia
A espécie apresenta ramos jovens com tricomas lepidotos, folhas largamente ovadas ou oblongo-elípticas com face adaxial glabra e face abaxial esparsamente coberta por tricomas lepidotos. A base das folhas é cuneada e o ápice acuminado ou agudo. Suas inflorescências são do tipo ripídio, e as flores possuem botões florais globosos, com sépalas livres e ovadas. As pétalas internas e externas são subiguais, ovadas ou obovadas, com coloração creme, amarela ou branca, e estames rosados. Os frutos são globosos, marrons, com tricomas estrelados densos e colar basal presente.

## Ocorrência
A espécie é nativa, mas não endêmica do Brasil, com registros confirmados nos estados do Acre, Amazonas, Pará e Roraima. Está associada ao domínio fitogeográfico da Amazônia e ocorre em Florestas de Terra Firme.